# The Mushroom River Band
The Mushroom River Band é uma banda de Stoner metal de Värnamo, Suécia formado em 1996. A banda fez várias turnês e tocou em diversos festivais de grande porte na Europa, chegando a dividir o palco com bandas como Iron Maiden e Entombed. A banda se encontra fora de atividade hoje em dia. O vocalista Spice, se encontra na banda KAYSER hoje em dia.

## Formação
- Christian "Spice" Sjöstrand - vocal (1996-2003)
- Anders Linusson - guitarra (1996-2003)
- Alexander "Saso" Sekulovski - baixo (1996-2003)
- Andreas Grafenauer - bateria (1996-2003)
- Christian Rockström - bateria (1997-2003)
- Robert Hansson - bateria (2002-2003)

## Discografia

### EP's
- Rocketcrash (1998)
- The No Quarter Recordings (1999)

### Álbuns completos
- Music For the World Beyond (2000)
- Simsalabim (2002)